# Бекешкіна Ірина Ериківна
Іри́на Ериківна Беке́шкіна (4 лютого 1952, Івдель, Свердловська область, Російська РФСР — 20 березня 2020, Київ) — українська соціологиня, політологиня, громадська діячка, спеціалістка у галузі політичної та електоральної соціології. Директорка фонду «Демократичні ініціативи» імені Ілька Кучеріва. Кандидатка філософських наук.

## Життєпис
Ірина Бекешкіна народилася 4 лютого 1952 року у місті Івдель Свердловської області РРФСР.
У 1974 році закінчила філософський факультет Київського університету імені Т. Г. Шевченка, згодом аспірантуру Інституту філософії АН УРСР. Кандидат філософських наук.
Спочатку працювала науковою редакторкою журналу «Філософська думка», а у 1977 році стала молодшою, пізніше — старшою науковою співробітницею Інституту філософії АН УРСР. З 1990 року працювала науковою співробітницею Інституту соціології НАН України.
У 1996 році стала заступницею директора Фонду «Демократичні ініціативи», а у 2001 році — його науковою керівницею. Вона була науковою редакторкою бюлетеня «Політичний портрет України» фонду «Демократичні ініціативи». Фонд одним з перших почав проводив екзит-поли в України, а екзит-пол під час виборів Президента України 2004 року, який зафіксував масштабні фальсифікації і став одним з каталізаторів Помаранчевої революції.
У 2010 році, після смерті керівника фонду Ілька Кучеріва, очолила Фонд «Демократичні ініціативи». За часів її керівництва Фонд став однім із провідних аналітичних центрів країни, який регулярно проводив дослідження громадської думки і аналізував важливі для українців процеси, зокрема, у 2015 році «Демініціативи» увійшли до рейтингу 90 найвпливовіших аналітичних центрів Східної і Центральної Європи за версією Пенсильванського університету (США).
У 2007, 2008 та 2019 Ірина Бекешкіна роках входила у список 100 найвпливовіших жінок України за версією журналу «Фокус». Пізніше, у 2018 та 2020 роках вона входила до «ТОП-100 успішних жінок України» у сфері «Суспільство» за версію журналу «НВ»
Займалася розробкою критеріїв оцінки рівня демократії у посткомуністичних країнах. Також Бекешкіна запропонувала українським соціологам під час публікації результатів соціологічного дослідження вказувати його замовника.
Під час Євромайдану Ірина Бекешкіна критикувала авторитарний режим Януковича і передбачала можливість початку громадянської війни в разі тиску правоохоронців на опозицію.

Могила Ірини Бекешкіної, Байкове кладовище

До останніх днів життя плідно працювала над проведенням опитувань, заходів, мала нові ідеї та плани.
Ірина Бекешкіна померла 20 березня 2020 року у віці 68 років від швидкоплинного раку шлунка. Свої співчуття з приводу її смерті висловили в Офісі Президента України. Була кремована, прах похований у колумбарії Байкового кладовища (50°24′55.50″ пн. ш. 30°30′18.10″ сх. д. / 50.4154167° пн. ш. 30.5050278° сх. д.).

## Особисте життя
Виростала у Києві на Солом'янці. У дитинстві найулюбленішою в неї була казка Андерсена «Гидке каченя». Мріяла стати акторкою, проте згодом зацікавилась ідеями давньогрецьких скептиків, агностиків і в результаті вступила на філософський факультет КДУ імені Тараса Шевченка. 
У ранні юнацькі роки мала Ернеста Гемінгвея за кумира. З юності захоплювалась туризмом. У 2008 році здійснила екстремальний сплав річкою Тара у Чорногорії.
В шлюб не вступала.

## Науковий доробок
До кола наукових інтересів Ірини Бекешкіної належали проблеми вивчення тенденцій громадської думки щодо найважливіших політичних процесів всередині країни, зокрема реформ у ключових сферах, а також проблеми комунікації держави з прифронтовими територіями Донбасу.
Вона є авторкою структурної моделі особистості як об'єкту комплексного дослідження та концепції електоральної поведінки, її особливостей в Україні.
Авторка понад 100 наукових праць та великої кількості публікацій у ЗМІ.

## Основні праці
- Структура личности как объект комплексного исследования (1986);
- Демократизація суспільства і розвиток особистості. Від тоталітаризму до демократії / Є. І. Головаха, І. Е. Бекешкіна, В. С. Небоженко. — Київ: Наукова думка, 1992. — 267 с.
- Соціальні конфлікти і молодь / В. П. Перебенесюк, І. Е. Бекешкіна; Укр. НДІ проблем молоді. — Київ: Наук. думка, 1994. — 107 c.;
- Конфліктологічний підхід до аналізу суспільно-політичної ситуації в Україні / І. Е. Бекешкіна. — Київ: Абрис, 1994. — 48 с;
- Вибори-2002 в оцінках населення і експертів (2002, головний редактор);
- Exit-poll: парламентські вибори-1998, президентські вибори-1999, парламентські вибори-2002 (2002, головний редактор).
- Субкультурна варіативність українського соціуму / Л. Аза, І. Бекешкіна, О. Вишняк та ін.; Ін-т соціології НАН України. — Київ: Ін-т соціології НАН України, 2010. — 287 c.

Публікації
- Україна передвиборча: реалії громадської думки та їх можливий вплив на електоральний вибір // Соціальні виміри суспільства. Збірник наукових праць. 2019. Вип. 11 (21).
- Післявиборчі зміни і громадянське суспільство // Українське суспільство: моніторинг соціальних змін. 2019. Вип. 6 (20).
- Громадяни про громадянське суспільство: що змінилося? // Громадянське суспільство України: політика сприяння та залучення, виклики та трансформації: аналіт. доп. / [Яблонський В. М., Бекешкіна І. Е., Гелетій М. М. та ін.] ; за заг. ред. О. А. Корнієвського, Ю. А. Тищенко, В. М. Яблонського. Київ: НІСД, 2019. C. 13–24.
- Вступне слово // Національний екзит-пол'2019: президентські і парламентські вибори. К.: Фонд «Демократичні ініціативи», 2019.
- Розділ 6. Мотивація електорального вибору: президентські і парламентські вибори // Національний екзит-пол'2019: президентські і парламентські вибори. К.: Фонд «Демократичні ініціативи», 2019.
- Розділ 8. Вибори-2019: суспільні наслідки і перспективи // Національний екзит-пол'2019: президентські і парламентські вибори. К.: Фонд «Демократичні ініціативи», 2019.
- Громадянське суспільство в Україні: погляд громадян // Соціологічні виміри громадянського суспільства в Україні / за наук. ред. О. Резніка. Київ: Інститут соціології НАН України, 2019. C. 110—119.
- Українське громадянське суспільство: самооцінка і діагностика // Соціологія: теорія, методи, маркетинг. 2019. № 3. С. 18–21.
- Суспільні настрої, влада та громадянське суспільство: за результатами соціологічних досліджень // Громадянське суспільство України: сучасні практики та виклики розвитку. Аналітична доповідь — К.: Національний інститут стратегічних досліджень, 2018. С. 17–34.
- Соціальні протести: коли і чому? // Громадські протести в контексті державотворення. Київ: Дух і літера, 2018. С. 48–51.
- Держава і громадські протести // Філософська думка. 2018. № 1. С. 41–44.
- Що об'єднує і що роз'єднує українців. Ірина Бекешкіна про пост-Майданну Україну [Архівовано 21 березня 2020 у Wayback Machine.] // Українська правда. 21 червня 2018 року.
- Ставлення українців до політичних партій та перспективи побудови партійної системи в Україні // Українське суспільство: моніторинг соціальних змін. Вип. 4 (18). К.: Інститут соціології НАН України, 2017. C. 42–48.
- Вирішальний 2014-й: роз'єднав чи з'єднав Україну? // Трансформації суспільних настроїв в умовах протидії агресії Росії на Донбасі: регіональний вимір / Наук. ред. О. Гарань. К.: Стилос, 2017. С. 8–39.
- Партійна система України після Майдану: регіональні особливості в умовах незавершеної трансформації // Трансформації суспільних настроїв в умовах протидії агресії Росії на Донбасі: регіональний вимір / Наук. ред. О. Гарань. К.: Стилос, 2017. С. 40–70.
- Чи може соціологія прогнозувати протести? // Соціологія: теорія, методи, маркетинг. 2017. № 4. С. 214—216.
- Війна і мир: цілинне поле для соціологів // Соціологія: теорія, методи, маркетинг. 2017. № 2. С. 16–18.
- Реформи і соціологія // Соціологія: теорія, методи, маркетинг. 2017. № 13. С. 48–50.
- Що українці знають і думають про права людини: загальнонаціональне дослідження / [І. Бекешкіна, Т.Печончик, В.Яворський та ін.]; під заг. ред. Т. Печончик. Київ, 2017. 308 с.
- Шекспірівський соціальний космос Майдану // Філософська думка. 2016. № 4. С. 12–14.
- Донбас-2015: деякі проблеми реінтеграції регіону // Українське суспільство: моніторинг соціальних змін. Вип. 2 (16). К. : Інститут соціології НАН України, 2015. С. 40–50.
- Донбас як особливий регіон України // Соціальні виміри суспільства. Вип. 7 (18). К.: ІС НАН України, 2015. С. 66–74
- Партійні вибори в Україні: радикальні зміни // Національний екзит-пол: парламентські вибори — 2014. К.: Фонд "Демократичні ініціативи, 2015. С. 35–42.
- Ukraine–2014: How has the Society Chalanged // Belarus Realyty, 2014, № 14, p. 2–7.
- Рік 2014-й: від президентських виборів до парламентських. До єдності чи роз'єднаності? // Українське суспільство 1992—2014. Стан та динаміка змін. Соціологічний моніторинг. К.: ІС НАН України, 2014. С. 83–91.
- Майдан: хто, чому і навіщо? // Соціальні виміри суспільства. Збірник наукових праць. К.: ІС НАН України, 2014. С. 304—313.
- Президентські вибори — 1999, 2004, 2010, 2014 у вимірах Екзит-полу // Національний екзит-пол: президентські вибори — 2014. К.: Фонд "Демократичні ініціативи, 2014. С. 36–40.
- Президентські вибори — 2015: стартові позиції кандидатів // Українське суспільство 1992—2013. Стан та динаміка змін. Соціологічний моніторинг / За ред. д.ек. н. В.Ворони, д.соц. н. М.Шульги. К.: Інститут соціології НАН України, 2013. С. 16–22.
- Вибори 2012: динаміка рейтингів та мотивація вибору // Соціальні виміри суспільства. Зб. наук. праць. Вип. 5 (16). К.: Інститут соціології НАН України, 2013. С.239–254.
- Вибори 2012: оцінки, мотивація, інформованість виборців // Україна 2012: політичний портрет. — К.: Фонд «Демократичні ініціативи», 2013, № 39. С. 5–36.
- Партійні вибори в Україні: стабільність і зміни // Національний екзит-пол: парламентські вибори 2012. — К.: Фонд «Демократичні ініціативи», 2013. С. 47–54.
- Українські партії на парламентських виборах і структурованість українського суспільства // Українське суспільства 1992—2012. Стан та динаміка змін. Соціологічний моніторинг / За ред. д.ек.н. В.Ворони, д. соц. н. М.Шульги. К.: ІС НАН України, 2012. С.59–71.
- Ставлення населення до створення об'єднань співвласників багато-квартирних будинків // Громадська думка. 2012. № 1. С.3–12.
- Моніторинг системи вищої освіти в Україні і Болонський процес / І.Бекешкіна, О.Злобіна // Методологія, теорія і практика соціологічного аналізу сучасного суспільства. Збірних наукових праць. — Харків: ХНУ ім. В. Н. Каразіна. 2012. Вип. 18. С.393–399.
- Корупційні ризики у сфері надання адміністративних послуг. К.: Рада Європи, 2009. 41 с.
- Ставлення населення до бізнесменів у політиці [Архівовано 21 березня 2020 у Wayback Machine.] / Соціальні виміри суспільства. Інститут соціології НАН України. 2008
- Динаміка оцінок населенням стану демократії в Україні (2004—2007) / Українське суспільство 1992—2007. Динаміка соціальних змін. — Київ, 2007. — С. 24-37.
- Цінності громадянського суспільства і моральний вибір: український досвід / Міжнар. фонд «Відродження», Ін-т лібер. сусп-ва; Г. Бабінський, І. Е. Бекешкина, О. В. Білий та ін.. — Київ: Етна-1, 2006. — 363 с.
- Демократичні процеси в Україні [Архівовано 21 березня 2020 у Wayback Machine.] / Політичний портрет України: бюлетень Фонду «Демократичні ініціативи».–К.:"Демократичні ініціативи. 2001
- Демократія, політична культура та громадянське суспільство в Україні / Розвиток демократії в Україні: Матеріали міжнар. наук. конф. — К. 2001. с. 629—638
- Довіра та оцінка діяльності як показники політичного успіху / І. Е. Бекешкіна // Українське суспільство — моніторинг 2000 р. Інфор-маційно-аналітичні матеріали / за ред В. М. Ворони, А. О. Ручки. — К. :Ін-т соціології НАН України , 2000. — С. 141—151.
- Чи є в Україні загальнонаціональні лідери? / Політична думка, 20-21, 1994.